# Croton maevaranensis
Espèce
Classification APG II (2003)
Croton maevaranensis est une espèce de plantes à fleurs du genre Croton et de la famille Euphorbiaceae présente sur la côte nord de Madagascar.